# Cinco de Mayo, Navolato
Cinco de Mayo är en ort i Mexiko.   Den ligger i kommunen Navolato och delstaten Sinaloa, i den västra delen av landet, 1 100 km nordväst om huvudstaden Mexico City. Cinco de Mayo ligger 12 meter över havet och antalet invånare är 373.
Terrängen runt Cinco de Mayo är mycket platt. Runt Cinco de Mayo är det ganska tätbefolkat, med 155 invånare per kvadratkilometer. Närmaste större samhälle är Navolato, 9,0 km sydost om Cinco de Mayo. Omgivningarna runt Cinco de Mayo är en mosaik av jordbruksmark och naturlig växtlighet.